# Николевский
Николевский — поселок в Балаковском районе Саратовской области. Входит в состав Натальинского муниципального образования.

## География
Находится на расстоянии примерно 27 километров по прямой на северо-восток от города Балаково.

## История
Поселок основан до революции 1917 года на землях помещика Меркурьева. Назывался он с.Крутое. С 1933 года в селе стали поселятся казахи с отарами овец. Сначала село формировалось из двух частей: поселение казахов – аул, и поселение русских, которые разделялись прудом. Потом казахское поселение перенесли. Село Крутое в послевоенные годы входило в состав совхоза «Солянский» и опытно-производственного хозяйства «Крутое». В 1988 году село Крутое было переименовано в поселок Николевский.

## Население
Постоянное население составляло 595 человека в 2002 году (русские 69%) ,  570 в 2010 году.

## Инфраструктура
Имеется детский сад, школа, дом культуры, фельдшерско-акушерский пункт, отделение почтовой связи, пять объектов розничной торговли, предприятие агропромышленного комплекса.  